# Nepalmatoiulus pygmaeus
Nepalmatoiulus pygmaeus är en mångfotingart som beskrevs av Henrik Enghoff 1987. Nepalmatoiulus pygmaeus ingår i släktet Nepalmatoiulus och familjen kejsardubbelfotingar. Inga underarter finns listade i Catalogue of Life.